# August Drumm

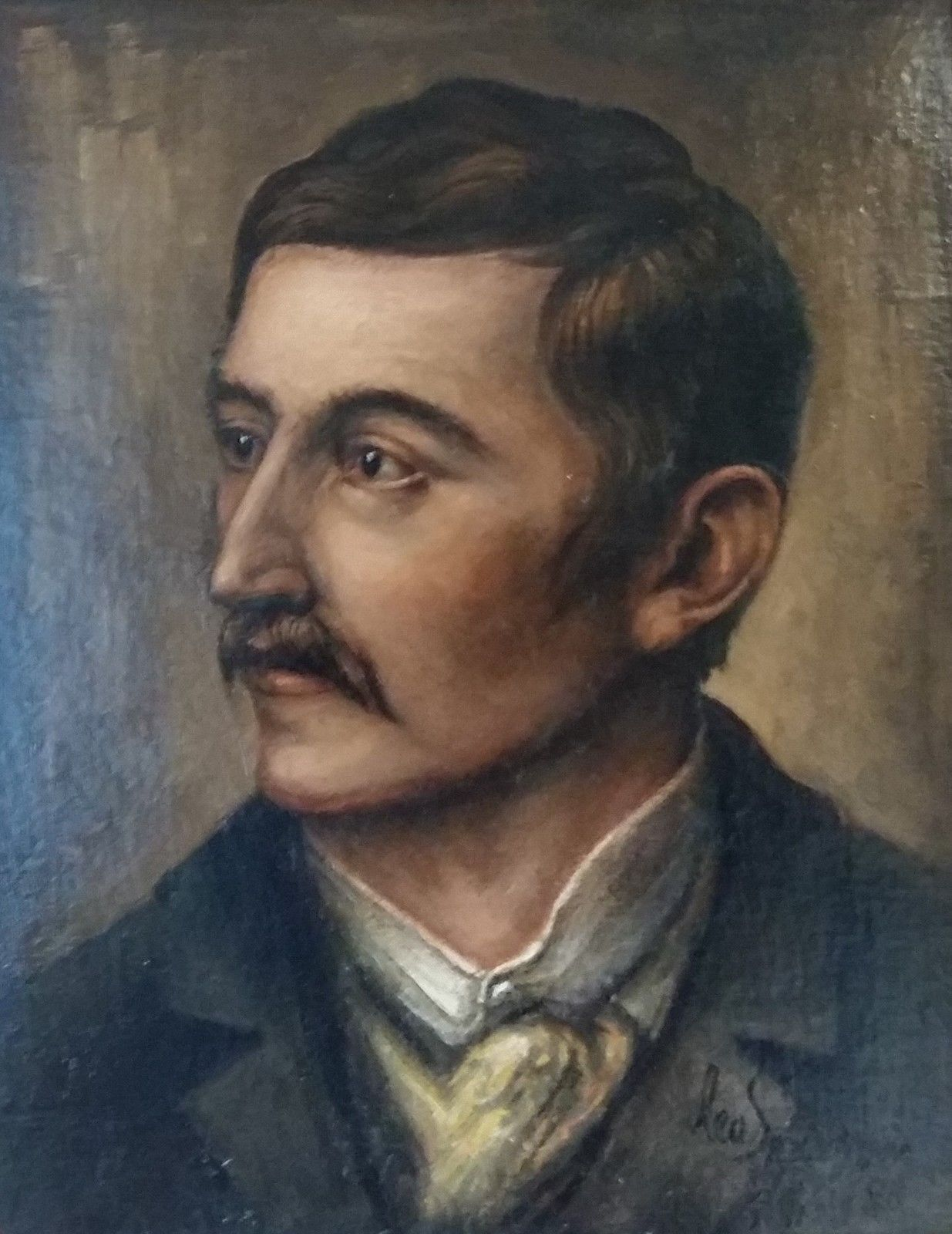
August Drumm (1886), gemalt von Leo Samberger

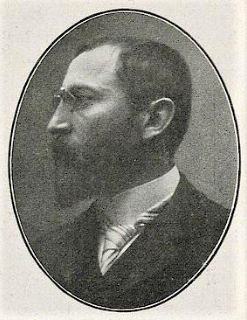
August Drumm

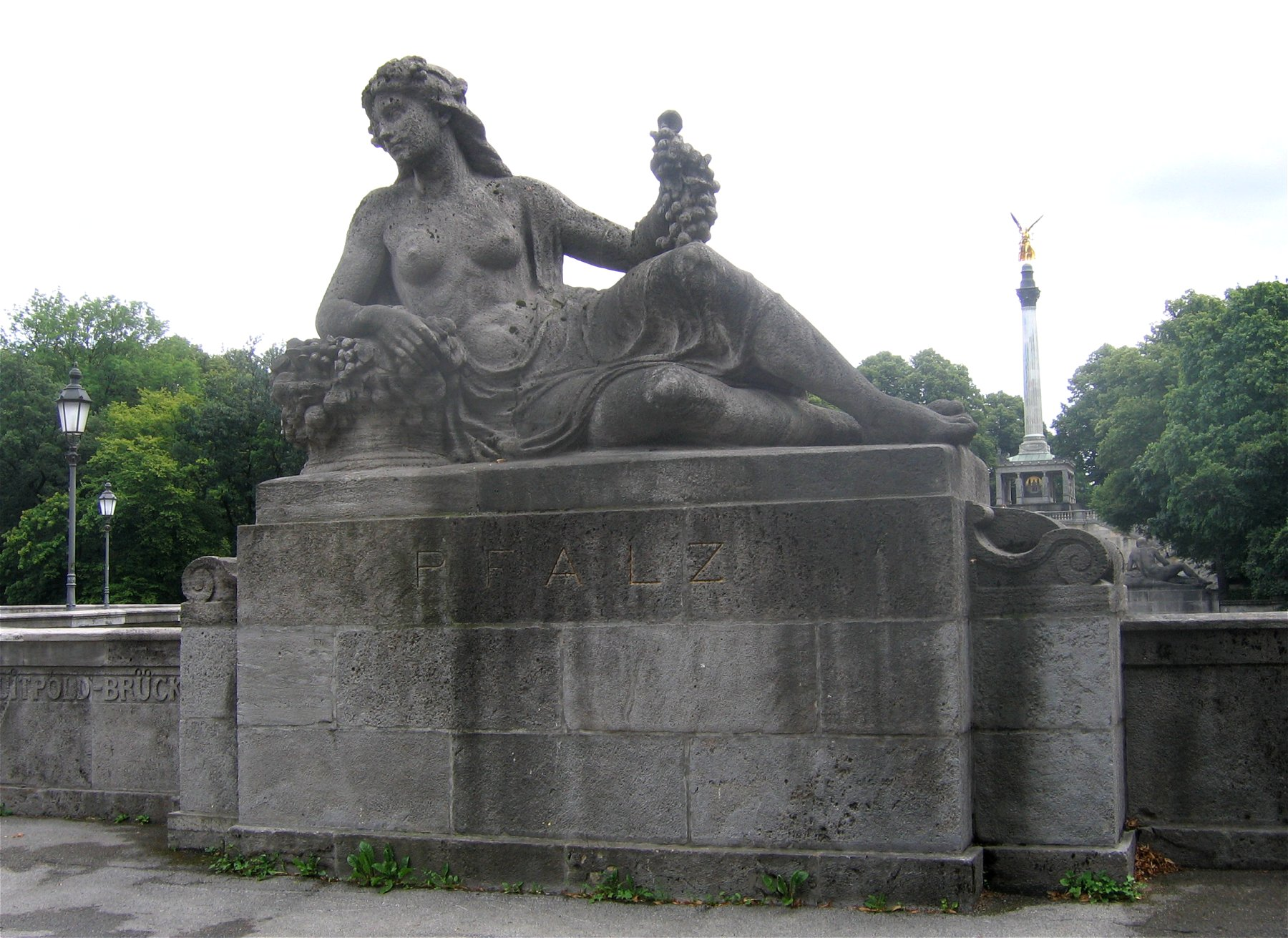
Palatia auf der Prinzregentenbrücke

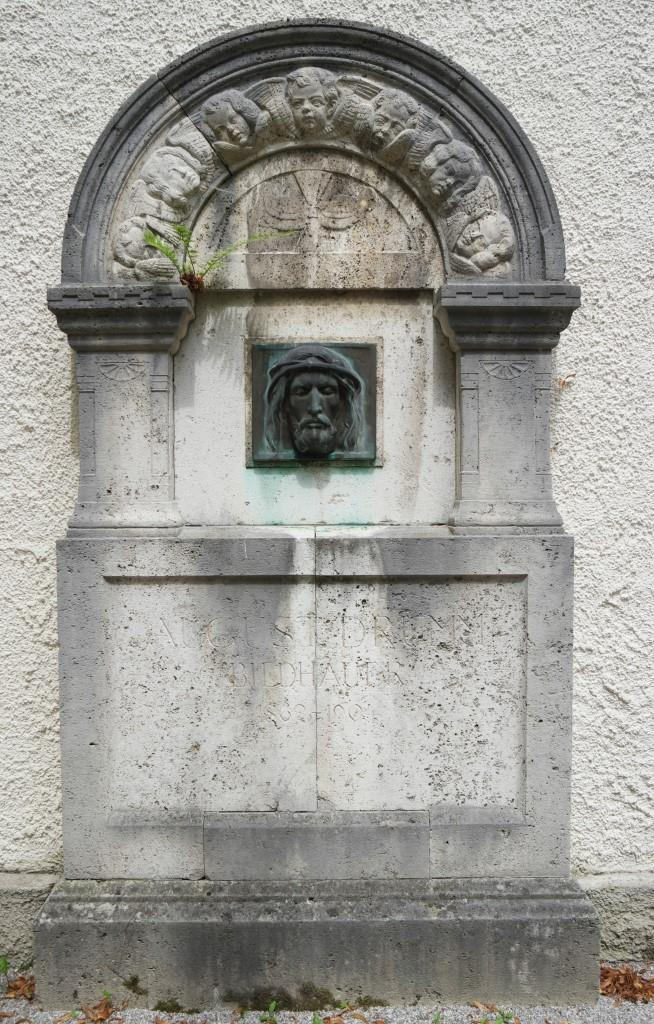
Grabplatte von August Drumm auf dem Friedhof Solln

August Drumm (* 26. Mai 1862 in Ulmet; † 21. Oktober 1904 in München) war ein deutscher Bildhauer.

## Werdegang
August Drumm wurde am 26. Mai 1862 als achtes von neun Kindern der Ulmeter Müllersleute Abraham und Maria Drumm geboren. Fünf seiner Geschwister starben schon im Kindesalter. Schon früh interessierte sich der junge August mehr für handwerkliche Arbeiten als für die Schule in Kaiserslautern.
1881, nach Misserfolgen an verschiedenen Schulen in Kusel und Kaiserslautern und einer kaufmännischen Ausbildung bei mehreren Lehrherren, setzte sich August schließlich gegen den Vater durch und wechselte 1881 an die Münchner Kunstgewerbeschule in die Klasse des Bildhauers Anton Heinrich Heß. Er hatte seinen Weg gefunden, zwei Jahre später  nahm er ein Studium an der Akademie der Bildenden Künste München in der Klasse von Syrius Eberle auf, wo er seinen späteren Freund und Nachbarn Emil Dittler kennenlernte und die Aufmerksamkeit von Prinzregent Luitpold erregte. Dieser ermöglichte dem aufstrebenden jungen Bildhauer zwischen 1887 und 1890 einen  Studienaufenthalt in Florenz und Rom und ernannte ihn später zum Professor.
Nach dem Italienaufenthalt ließ sich Drumm in München nieder.
Drumm ist auf dem Friedhof Solln beigesetzt. Die Grabplatte des inzwischen aufgelassenen Grabs mit einem von Drumm selbst gefertigten Bronzerelief, das einen Christuskopf darstellt, ist jetzt am Friedhofsgebäude neben dem Eingang des Friedhofs angebracht.

## Arbeiten
Als Drumms Hauptwerk gilt das 1899 eingeweihte Friedensdenkmal auf dem Edenkobener Werderberg. Während der fast zweijährigen Bauzeit am „Reiter von Edenkoben“ lernte der Junggeselle die rund zehn Jahre jüngere Amalie Lorenz kennen. Am 26. Mai 1902 heiratete das Paar. Weitere Großprojekte des vergessenen Westpfälzers sind das 1900 entstandene Grabmal der Familie Buhl in Deidesheim, die Verkörperung der Palatia auf der Prinzregentenbrücke in München, der Bildschmuck am Südportal des Berliner Reichstagsgebäudes und ein Kriegerdenkmal in Ingolstadt. Auch der Wittelsbacher Brunnen in Zweibrücken – wo Drumm Ehrenbürger war – geht auf den Ulmeter Meister zurück. Das ursprünglich nach dem Mäzen Luitpold benannte Werk war 1903 August Drumms letztes größeres Projekt.
Ins Reich der Legende scheint indes die vielfach kolportierte Behauptung zu gehören, wonach Skulpturen Drumms auch Schloss Neuschwanstein zieren sollen.